# Huite
Huite es un caserío de la comuna de Los Lagos, ubicada en el sector suroeste de la comuna, cercano a la localidad de El Salto.
Aquí se encuentra la escuela particular El Farol.

## Hidrología
Huite se encuentra en la ribera sur del Estero Huite y muy cerca del Estero Riñico, ambos tributarios del Río Pichico.

## Accesibilidad y transporte
A Huite se accede desde la ciudad de Los Lagos a través de la Ruta T-55 a 23,5 km.